# Октябрське (Новосибірська область)
Октябрське (рос. Октябрьское) — село у Карасуцькому районі Новосибірської області Російської Федерації.
Входить до складу муніципального утворення Октябрська сільрада. Населення становить 1167 осіб (2014).

## Історія
Згідно із законом від 2 червня 2004 року органом місцевого самоврядування є Октябрська сільрада.

## Населення
| 2002 | 2007  | 2010  | 2014  |
| ---- | ----- | ----- | ----- |
| 1235 | ↘1160 | ↘1049 | ↗1167 |